# Bence Lenzsér
Bence Lenzsér (Győr, 9 aprile 1996) è un calciatore ungherese, difensore del Paks e della Nazionale under-21 ungherese.

## Carriera

### Club
Cresciuto nelle giovanili del Gyori ETO, il 23 febbraio 2015 viene acquistato dal Paks. Debutta l'11 aprile, nel match interno contro il Pécs, sostituendo Barna Kesztyűs al minuto 82. Segna il suo primo gol con la maglia del Paks il 21 novembre 2015, nella gara interna contro il Szombierki Bytom. Al 47' infatti segna il gol dell'1-0, su assist di János Szabó.

### Nazionale
Gioca dal 2013 al 2014 nella Nazionale Under-18. Nel 2014 gioca nell'Under-19. Il 25 maggio 2015 debutta con l'Under-20, giocando da titolare l'amichevole Ungheria-Figi (7-0). Il 12 agosto 2015 debutta con la Nazionale Under-21, giocando da titolare l'amichevole Ungheria-Italia (0-0).

## Palmarès

### Club

#### Competizioni nazionali
- Coppa d'Ungheria: 2

Paks: 2023-2024, 2024-2025